# Râul Valea Ștefii
Râul Valea Ștefii este un afluent al râului Pogăniș. 

## Hărți
- Harta Județului Caraș-Severin